# Uh, jeg ville ønske jeg var dig
"Uh, jeg ville ønske jeg var dig" (em português:  "Oh, eu desejava ser como tu") foi a canção que representou a Dinamarca no Festival Eurovisão da Canção 1959 que se realizou em Cannes, em 11 de março desse ano.
A referida canção foi interpretada em dinamarquês por Birthe Wilke. Wilke foi a segunda a cantar na noite do festival,a seguir a Jean Philippe com Oui, oui, oui, oui" pela França e por Domenico Modugno com "Piove (Ciao, ciao bambina)" pela Itália. A canção dinamarquesa terminou em quinto lugar, tendo recebido um total de 12 pontos. Foi sucedida, em 1960 por Katy Bødtger que cantou o tema "Det var en yndig tid".

## Autores
- Letrista: Carl Andersen[2][3]
- Compositor: Otto Lington
- Orquestrador:Kai Mortensen

## Letra
A canção é uma balada de amor, no qual Wilke canta sobre o quanto ela gostaria de ser como o seu amante. Em seguida, ela descreve como ela iria amar a si mesma nessa situação, incluindo a pedir sua mão em casamento.